# Taryn Woods
Taryn Nadine Woods OAM (* 12. August 1975 in Sydney) ist eine ehemalige australische Wasserballspielerin. Sie war Olympiasiegerin 2000 und Weltmeisterschaftsdritte 1998.

## Sportliche Karriere
Die 1,75 Meter große Centerverteidigerin spielte für den Balmain Water Polo Club.
Taryn Woods bestritt 208 Länderspiele für die australische Nationalmannschaft. Bei der Weltmeisterschaft 1994 in Rom belegten die Australierinnen den sechsten Platz.
1998 war sie bei der Weltmeisterschaft in Perth dabei. Die Australierinnen waren Dritte ihrer Vorrundengruppe. Im Viertelfinale bezwangen die Australierinnen die Ungarinnen mit 8:5. Nach einer Halbfinalniederlage gegen die Italienerinnen trafen die Australierinnen im Spiel um den dritten Platz auf die Russinnen und gewannen mit 8:5. Woods warf insgesamt vier Turniertore, davon eins im Viertelfinale. Wasserball für Frauen wurde als Wettbewerb in das Programm der Olympischen Spiele in Sydney 2000 aufgenommen. Die australische Mannschaft gewann die Vorrundengruppe und besiegte im Halbfinale die Russinnen mit 7:6. Mit dem 4:3-Sieg im Finale gegen das Team aus den Vereinigten Staaten waren die Australierinnen die ersten Olympiasiegerinnen im Wasserball. Woods warf ihre drei Turniertore in der Vorrunde. 2001 bei der Weltmeisterschaft in Fukuoka belegten die Australierinnen den fünften Platz, nachdem sie im Viertelfinale gegen die Italienerinnen verloren hatten. Zwei Jahre später bei der Weltmeisterschaft 2003 in Barcelona belegte sie mit der australischen Mannschaft den siebten Platz.
Taryn Woods ist die Tochter von David Woods, die Schwester von Gavin Woods und die Cousine von Bronwyn Mayer, die alle ebenfalls bei Olympischen Spielen im Wasserball für Australien antraten.